# Băsești
Băsești es una comuna ubicada en el distrito de Maramureș, Rumania.

## Superficie
Cuenta con una superficie de 52,96 kilómetros cuadrados.

## Demografía
Hasta 2021 la población era de 1288 habitantes, con una densidad de población de 24,32 habitantes por kilómetro cuadrado.